# 埃特赖
埃特赖（法語：Étray，法語發音：[etʁɛ]）是法国杜省的一个市镇，位于该省中部偏南，属于蓬塔利耶区。

## 地理
埃特赖（47°7'23"N, 6°20'34"E）面积6 平方千米，位于法国勃艮第-弗朗什-孔泰大區杜省，该省份为法国东部内陆省份，北起上索恩省，西接汝拉省，东部及东南部与瑞士接壤，东北部与贝尔福地区省接壤。
与埃特赖接壤的市镇（或旧市镇、城区）包括：瓦尔达翁、莱普勒米耶萨潘、韦尔涅尔丰坦。

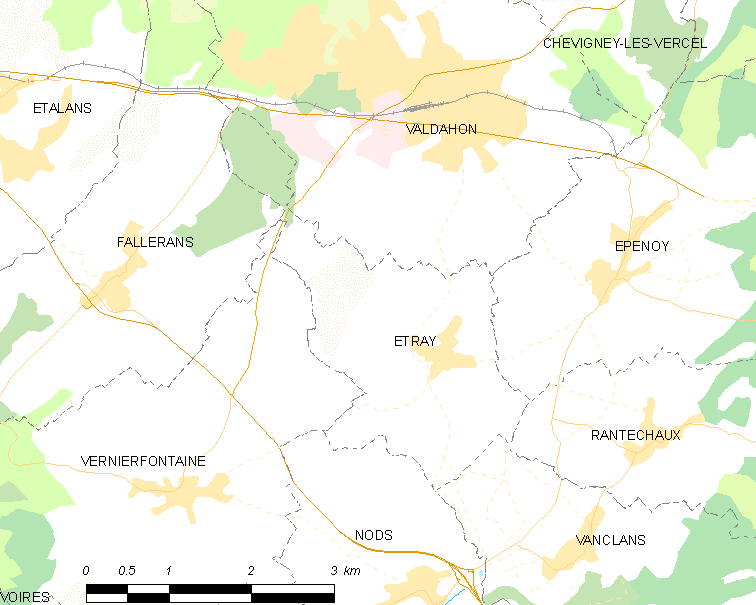
埃特赖的OSM定位图

埃特赖的时区为UTC+01:00、UTC+02:00（夏令时）。

## 行政
埃特赖的邮政编码为25800，INSEE市镇编码为25227。

## 政治
埃特赖所属的省级选区为瓦尔达翁县。

## 人口

1962-2008年间埃特赖人口变化图示

埃特赖于2022年1月1日时的人口数量为290人。